# Citidin-trifosfat
Citidin trifosfat je pirimidinski nukleotid. CTP je supstrat u RNK sintezi.
CTP je visokoenergijski molekul poput ATP, međutim njegova uloga u organizmu je specifičnija od ATP. CTP se koristi kao izvor energije, i kao koenzim u metaboličkim reakcijama, kao što je sinteza glicerofosfolipida i glikozilacija proteina.

## Literatura
1. ↑   уреди
2. ↑  Evan E. Bolton; Yanli Wang; Paul A. Thiessen; Stephen H. Bryant (2008). „Chapter 12 PubChem: Integrated Platform of Small Molecules and Biological Activities”. Annual Reports in Computational Chemistry. 4: 217—241. doi:10.1016/S1574-1400(08)00012-1.
3. ↑  Donald Voet; Judith G. Voet (2005). Biochemistry (3 изд.). Wiley. стр. 93—95,1221. ISBN 9780471193500.
4. ↑  Horrocks, Lloyd A.; Farooqui, Akhlaq A. (2007). Glycerophospholipids in the brain phospholipases A2 in neurological disorders. Berlin: Springer. ISBN 978-0-387-36602-9.
5. ↑  „Wiley Online Library: Book Article”. doi:10.1002/9780470015902.a0000726.pub2/full.

## Spoljašnje veze
- Citidine+triphosphate на 